# Ophiarachna quinquespinosa
Ophiarachna quinquespinosa är en ormstjärneart som beskrevs av Jean Baptiste François René Koehler 1922. Ophiarachna quinquespinosa ingår i släktet Ophiarachna och familjen Ophiodermatidae. Inga underarter finns listade i Catalogue of Life.